# فالسبورغ (نيويورك)
فالسبورغ (بالإنجليزية: Fallsburg, New York)‏ هي بلدة أمريكية تقع في الولايات المتحدة في مقاطعة سوليفان، نيويورك. يقدر عدد سكانها بـ 12,870 نسمة ومساحتها 204.6 كم2 وترتفع عن سطح البحر 356 متر.